# Гусев, Николай Павлович (хозяйственный деятель)
Николай Павлович Гусев — (28 апреля 1910 года, Москва — 12 ноября 1985, Москва) — советский государственный, хозяйственный и политический деятель.

## Биография
Родился 28 апреля 1910 года в городе Москве, в семье рабочего. Русский.
Член Коммунистической партии с 1939 г.
Окончил агрономический факультет Воронежского сельскохозяйственного института (1932).
С 1932 года старший агроном Краснореченской машинно-тракторной станции Киргизской АССР.
С 1938 года заместитель народного комиссара земледелия Киргизской ССР.
С 1940 года начальник главного управления Казахстана и Урала, член коллегии наркомата земледелия СССР.
С 1946 года начальник главного управления Юго-востока Министерства земледелия СССР.
С 1947 года заместитель начальника Главного управления зерновой промышленности Министерства сельского хозяйства СССР.
С 1947 года начальник Главзаготзерно Министерства заготовок СССР.
С 1950 года заместитель министра заготовок СССР.
С 1953 года начальник Главного управления сельского хозяйства Казахстана и Урала Министерства сельского хозяйства СССР.
В 1954 году заместитель министра сельского хозяйства РСФСР.
С 1954 года начальник отдела сельского хозяйства управления планирования Госплана СССР.
С 1955 года начальник управления сельского хозяйства и заготовок Государственной экономической комиссии СССР.
С 1957 года заместитель начальника сводного отдела сельского хозяйства, совхозов и заготовок Госплана СССР.
В 1959—1965 годах начальник отдела сельского хозяйства Госплана СССР.
С 1965 г. заместитель председателя Госплана СССР — начальник отдела сельского хозяйства, одновременно в мае-октябре 1965 г. — министр СССР.
С 1966 г. заместитель председателя Госплана СССР.
Избирался депутатом Совета Национальностей Верховного Совета СССР 1-го и 7-го созывов.
С февраля 1981 на пенсии.
Умер 12 ноября 1985 года в Москве. Похоронен в Москве на Троекуровском кладбище.

## Награды
- 2 ордена Ленина
- орден Октябрьской Революции (08.05.1980)
- 3 ордена Трудового Красного Знамени
- медали